# Reacții de ordinul I

## Introducere
Determinarea vitezei in reacțiile de ordinul I
R→Produși unde R- reactanți
v =-(d[R])/dt
v =k [R]
-(d[R])/dt  = k [R]
-(d[R])/([R])  =kdt
∫_([〖R]〗_0)^([R])▒(d[R])/([R])= -k∫_0^t▒dt
ln⁡〖[R]=-kt+c〗 unde c este constanta de integrare
t=0 c= ln[〖R]〗_0
ln⁡〖[R]=-kt+〗= ln[〖R]〗_0
ln[R]- ln[〖R]〗_0= -kt
k=1/t  ln⁡〖([〖R]〗_0)/([R])〗
Unitatea de masură  〖timp〗^(-1)
[R]=[〖R]〗_0 e^(-kt)
Timpul de injumătățire t□(1/2)
[R]=([〖R]〗_0)/2
([〖R]〗_0)/2= [〖R]〗_0 e^(-k t□(1/2))
ln 1-ln 2= -k t□(1/2)
t□(1/2)  =  ln⁡2/k